# وزارة محمد توفيق نسيم باشا الثالثة
وزارة عبد الفتاح يحيي باشا هي الوزارة الرابعة والأربعون في مصر، صدر المرسوم الملكي بتشكيلها في 14 نوفمبر 1934.

## أعضاء الحكومة
| الوزارة               | الوزير                                                        | تعديل 18 فبراير 1935 |
| --------------------- | ------------------------------------------------------------- | -------------------- |
| رئيس مجلس الوزراء     | محمد توفيق نسيم باشا                                          |                      |
| وزير الداخلية         | محمد توفيق نسيم باشا (بالإضافة إلى منصبه رئيسًا لمجلس الوزراء) |                      |
| وزير الخارجية         | كامل إبراهيم بك                                               | عبد العزيز عزت باشا  |
| وزير الزراعة          | كامل إبراهيم بك (بالإضافة إلى منصبه وزيرًا للخارجية)           |                      |
| وزير المالية          | أحمد عبد الوهاب باشا                                          |                      |
| وزير الحقانية         | أمين أنيس باشا                                                |                      |
| وزير الأشغال العمومية | عبد المجيد عمر بك                                             |                      |
| وزير المواصلات        | عبد المجيد عمر بك (بالإضافة إلى منصبه وزيرًا للأشغال العمومية) |                      |
| وزير الحربية والبحرية | محمد توفيق عبد الله باشا                                      |                      |
| وزير المعارف العمومية | أحمد نجيب الهلالي بك                                          |                      |
| وزير الأوقاف          | عبد العزيز محمد بك                                            |                      |

## تعديلات
- في 18 فبراير 1935 أسندت وزارة الخارجية إلى عبد العزيز عزت باشا.[3]

## وصلات داخلية
- قائمة رؤساء مجلس وزراء مصر